# Якуп Томсен
Якуп Томсен (фар. Jákup Thomsen, нар. 23 листопада 1997, Фарерські острови) — фарерський футболіст, нападник клубу ГБ Торсгавн.
Виступав, зокрема, за клуб «Мідтьюлланд», а також національну збірну Фарерських островів.

## Клубна кар'єра
У дорослому футболі першою командою Якупа став «Мідтьюлланд», до якого приєднався в 2015 році. В команді провів один сезон, не зігравши жодного матчу
Згодом з 2016 по 2018 рік грав у складі данських клубів «Сківе» та «Тістед».
До складу ісландського «Гапнарфйордура» приєднався 2018 року. Загалом відіграв за гапнарфйордурську команду 20 матчів в національному чемпіонаті.
2020 приєднався до складу фарерського ГБ Торсгавн.

## Виступи за збірні
2013 року дебютував у складі юнацької збірної Фарерських островів, взяв участь у 7 іграх на юнацькому рівні.
Протягом 2015–2018 років залучався до складу молодіжної збірної Фарерських островів. На молодіжному рівні зіграв у 17 офіційних матчах, в яких забив 2 голи.
2018 року дебютував в офіційних матчах у складі основної національної збірної Фарерських островів.

## Титули і досягнення
- Чемпіон Фарерських островів (1):

«ГБ Торсгавн»: 2020
- Володар Кубка Фарерських островів (3):

«ГБ Торсгавн»: 2020, 2023, 2024
- Володар Суперкубка Фарерських островів (3):

«ГБ Торсгавн»: 2021, 2024, 2025